# 魔界組
魔界組（まかいぐみ）は、1989年にソフィアが開発し、西陣が発売したキョンシーをモチーフとした羽根モノパチンコ機。

## 概要
- 映画『霊幻道士』などでブームとなったキョンシーを大役物に取り入れている。
- ゲーム内容は大当たりラウンド中、入賞4カウント後に両手を突き出し貯蓄する。
- パンク警告ミュージックで、ナムコの「ドラゴンバスター」の鍾乳洞BGMのメロディをそのまま流用している。

## スペック
- 『魔界組』（1989年）
  - 賞球数 13 大当たり最高継続 8R10C